# 名古屋嫁入り物語
『名古屋嫁入り物語』（なごやよめいりものがたり）は、1989年から1998年までフジテレビ系で放送されたテレビドラマシリーズ。全10回。主演は植木等、山田昌。
放送枠は「男と女のミステリー」（第1作 - 第3作）、「金曜ドラマシアター」（第4作）、「金曜エンタテイメント」（第5作 - 第10作）。
名古屋の結婚式を題材としている。

## 概要
植木等、山田昌が生粋の名古屋人夫婦を演じた。当初は単発ドラマとして放送されたが、視聴率が良かったことから新作が作られ続けることになり、後に舞台化もされた。特に名古屋方面での人気は高く、関東で20%前後の視聴率に対し、毎回30%前後の高視聴率だった。
娘(花嫁)役は、かとうかずこ(1・2作目)、斉藤慶子(3作目)、大場久美子(4作目)、石野真子(5作目)、川島なお美(6～8作目)、藤谷美紀(9作目)、水野真紀(10作目)が演じた。
シリーズ10作目には、かとうと大場が花嫁の姉役で出演している。
基本的なストーリーは「娘が連れて来た東京（或いは名古屋以外や外国人）出身の結婚相手に父親が反対するが、最後には結婚を許し名古屋流の結婚式を行う。その過程で植木のピンチを結婚相手が助ける、アクシデントや困難に手を組んで解決し二人の間に男同士の友情や絆も生まれていく。」と言うもの。名古屋をはじめとする中京地区では娘の結婚に父母が世話をやき、「娘三人いれば家が傾く｣といわれるくらいの費用を使う。また、他の土地とは違う独特の風習などもあり、そうした光景をコミカルに描き出した。
ゲストとしてきんさんぎんさんが出演したことがあった。その際植木が2人に会いに行き、2人から「スーダラ節知ってますよ」と言われた。
作中の「お約束」として、東京から出張してきたサラリーマン二人組（主におぼん・こぼん）が蕎麦屋、居酒屋などで名古屋の悪口を言って盛り上がり、それを聞いていた植木に激怒され追い出される、というシーンが恒例。
娘役を演じる女優が着用する花嫁衣裳や、華やかな結婚式シーンが話題を呼んだが、1998年7月24日放送のシリーズ第10作目を区切りにテレビドラマの放送が終了。以降は舞台が中心となった。
出演者の追悼番組としての再放送
1998年のテレビドラマ放送終了後、現在(2024年6月20日)までに3人の出演者の追悼番組として再放送(東海ローカルのみ)されている。
2007年3月27日、主演(花嫁の父親役)をつとめた植木等が肺気腫に伴う呼吸不全のため80歳で死去。それから4日後の同月31日15:30からシリーズ第6作目(1994年7月8日放送)が放送された。
2015年9月24日には、地元・名古屋出身でシリーズ第6～8作目(1994年～1996年)や舞台で花嫁役を演じた川島なお美が肝内胆管癌のため54歳で死去。葬儀告別式が執り行われた翌日の10月3日15:00からシリーズ第8作目(1996年3月22日放送)が放送された。なお、花嫁役を演じた俳優(女優)の逝去は、川島が唯一(2024年6月20日現在)である。
2024年6月16日には、妻(花嫁の母親)役でドラマや舞台で長年、植木とともにコンビを組んできた山田昌が肝細胞癌のため94歳で死去。6月19日深夜(20日未明)1:02からシリーズ第10作目(1998年7月24日放送)が放送された。なお、山田の葬儀告別式は19日に執り行われている。

## キャスト
- 植木等
- 山田昌

### ゲスト
第1作『名古屋嫁入り物語』（1989年）
- かとうかずこ、小西博之、冨士真奈美、初井言榮、並木史朗、井上昭文、長江健次、おぼん、星セント、山本寿徳、松原実智子、飯田和平、外山文孝、大嶽隆司、南知子、藤岡ひろ子、田中幸子、松川佳澄、鳥居美江、松永とし乃、山本恭史、山下直美

第2作『名古屋嫁入り物語2』（1990年）
- かとうかずこ、永島敏行、水野久美、加藤武、前田武彦、赤座美代子、おぼん★こぼん、伊藤克信、松原実智子、MOMIE、松永としよ、高野守、杉本敬、石井澄子、山川弘乃、河原ゆき、足達秀子

第3作『これが最後の名古屋嫁入り物語』（1991年）
- 藤岡琢也、斉藤慶子、美木良介、山村美智子、春川ますみ、おぼん☆こぼん、岡部雅郎、松原実智子、内田藍子、千うらら、松川佳澄、南知文子、田中幸子、藤岡広子、石井澄子、安達秀子、小栗崇三、かとう雅敏、東良仲、嶋まゆ子、谷口徹次

第4作『名古屋出戻り物語』（1992年）
- 大場久美子、小西博之、ポール牧、きんさん・ぎんさん、塩沢とき、おぼん・こぼん、赤座美代子、今福将雄、並木史朗、岡部雅朗、千うらら、米山善吉、ドン貫太郎、松原実智子、柾木卓、鳥居美江、松永としよ、金子康雄、塚本展子、安田あい、安達秀子

第5作『名古屋嫁入り物語～初孫戦争の巻』（1993年）
- 藤岡琢也、石野真子、美木良介、塩沢とき、天本英世、岡部雅朗、松原実智子、田山涼成、千うらら、おぼん★こぼん、きんさん・ぎんさん、小栗崇三、洲永敬子、近藤優花、岡村洋一、北原亜矢子、新川和子、宮瀬亜希、重富俊明、加藤理佳、山本ゆかり、沼部真奈、山口美幸、榎本有道、井上華奈

第6作『お待たせしました!!名古屋嫁入り物語6』（1994年）
- 冨士眞奈美、川島なお美、勝村政信、園佳也子、岡部雅郎、松原実智子、おぼん・こぼん、舟木淳、柳有、柾木卓、藤田康雄、星野龍美、久保晶、石黒正男、北川智繪、井上裕季子、芦沢孝子、かとう雅敏、平野行俊、松本佳菜子、小林久和、鈴木佳、つちだりか、重富俊明、土井ゆうか、大野ゆり

第7作『待たせしました!!名古屋嫁入り物語7』（1995年）
- 朝丘雪路、川島なお美、小西博之、赤座美代子、磯村みどり、見栄晴、田山涼成、ホンジャマカ、松原実智子、柳有、舟木淳、柾木卓、藤田康雄、刈田公、重富俊明、小林久和、中田淳也、早坂慎太郎、大野麻那、船場牡丹、芦沢孝子、松見里杷、水野令子、井上香、松本じゅん、池田奈津美

第8作『名古屋嫁入り物語8』（1996年）
- 川島なお美、見栄晴、加賀まりこ、草彅剛、赤座美代子、村田雄浩、林美穂、おぼん・こぼん、きんさん・ぎんさん、松原実智子、柳有、柾木卓、舟木淳、林利秋、伊沢勉、松美里杷、夏川さつき、小林久和、平野行俊

第9作『名古屋嫁入り物語9～こげな縁談ご破算だ』（1997年）
- 冨士眞奈美、藤谷美紀、倉田てつを、園佳也子、清水由貴子、デーブ大久保、小宮孝泰、松原実智子、二瓶鮫一、おぼん・こぼん、大東めぐみ、柾木卓、池田博、岩川均、山本恭史、平野行俊、纐纈麻子、長克巳、坂口進也、平尾仁彰、牧村泉三郎、春延朋也、入澤正明、新冨重夫、森下レナ

第10作『さよなら大放送・名古屋嫁入り物語10』（1998年）
- 水野真紀、ロバートホフマン、赤座美代子、山田吾一、森山周一郎、かとうかずこ、大場久美子、カーリー西條、浜田晃、松原実智子、おぼん・こぼん、柾木卓、藤田康雄、山上賢治、小林久和、和田京子、山口詩史、仮屋ルリ子、金子康雄、纐纈麻子、城所雪乃、堀優子

## スタッフ
- 原作：馬場当
- 脚本：鶴島光重、今井詔二、高橋正圀、大久保昌一良
- 演出：高橋繁男、湯浅憲明、奥村正彦、山本邦彦、山本和夫、安室修
- 音楽：梅林茂
- 名古屋弁指導：松原実智子（※ 松原は女優としても上記10作全てに何らかの役で出演している）
- ロケ協力：名古屋平安閣、服部家具、須田結納店
- 技術協力：テイクシステムズ
- 編成企画
  - 東海テレビ：土井哲夫、出原弘之、梅木健三、井村次雄、筑紫正臣、阪田晃
  - フジテレビ：酒井彰、前田和也、鈴木哲夫、小林義和、遠藤龍之介、清水賢治
- プロデュース
  - 東海テレビ：出原弘之、中根康邦
  - 泉放送制作：平野一夫、松村明、福田真治、田尻丈人、松本洋二、小池唯一
- 製作：東海テレビ、フジテレビ、泉放送制作

芸プロ、巣山プロ、（方言指導：松川佳澄、松原実智子）
巣山プロダクション、早川プロダクション、セントラル子供タレント、（方言指導：松原実智子）
巣山プロダクション、早川プロダクション、東京児童劇団、（方言指導：松原実智子）（手打ち指導：堀江寛）（擬斗：伊奈貫太）
巣山プロダクション、早川プロダクション、（方言指導：松原実智子）
巣山プロ、芸プロ、セントラル子供タレント
クロキプロ、セントラルスポーツタレント、（名古屋弁指導：松原実智子）
トライアルプロ、東京児童劇団、（名古屋弁指導：松原実智子）（エビフライ指導：安田　照彦（御幸亭））
クロキプロ、巣山プロ、東京児童劇団、名古屋のみなさん、
クロキプロ、巣山プロダクション、名古屋のみなさん、（名古屋弁方言指導：松原実智子）
東京優勝、トライアルプロ、巣山プロ、名古屋のみなさん、（名古屋弁方言指導：松原実智子）（きしめん指導：高砂（堀江　　寛））

## 放映日程
| 話数 | 放送日        | サブタイトル                          | 脚本         | 演出     |
| ---- | ------------- | ------------------------------------- | ------------ | -------- |
| 1    | 1989年1月27日 | 名古屋嫁入り物語                      | 鶴島光重     | 高橋繁男 |
| 2    | 1990年3月16日 | 名古屋嫁入り物語2                     | 鶴島光重     | 湯浅憲明 |
| 3    | 1991年3月29日 | これが最後の名古屋嫁入り物語          | 鶴島光重     | 奥村正彦 |
| 4    | 1992年3月27日 | 名古屋出戻り物語                      | 鶴島光重     | 山本邦彦 |
| 5    | 1993年4月2日  | 名古屋嫁入り物語～初孫戦争の巻        | 鶴島光重     | 山本和夫 |
| 6    | 1994年7月8日  | お待たせしました!!名古屋嫁入り物語6   | 鶴島光重     | 安室修   |
| 7    | 1995年3月24日 | お待たせしました!!名古屋嫁入り物語7   | 今井詔二     | 安室修   |
| 8    | 1996年3月22日 | 名古屋嫁入り物語8                     | 今井詔二     | 安室修   |
| 9    | 1997年7月4日  | 名古屋嫁入り物語9～こげな縁談ご破算だ | 高橋正圀     | 奥村正彦 |
| 10   | 1998年7月24日 | さよなら大放送・名古屋嫁入り物語10    | 大久保昌一良 | 奥村正彦 |

## 演劇
1996年10月中日劇場開場30年特別企画で、テレビの名古屋人夫婦の植木等と山田昌のコンビ、娘役に川島なお美、演出を小林俊一で初演。その後シリーズで5作、配役名、時代設定を変化し上演された。
第2回公演「続・名古屋嫁入り物語」は1998年11月で演出は古本哲雄、娘役は当初、小高恵美だったが大場久美子に。第3回「新・名古屋嫁入り物語」は2000年10月で演出は宮永雄平。第4回「初春・尾張嫁入り物語」で2002年1月、小林俊一の演出で、植木等・山田昌のコンビの年齢が娘を出す設定に現代劇では無理なので時代劇に設定変更。第5回「名古屋大安吉日物語」で2004年10月、小林俊一の演出で、植木等から愛川欽也になり名古屋弁を忘れた旅暮らしの設定で、山田昌とは弟と姉の設定。